# Orimarga (Orimarga) similis
Orimarga (Orimarga) similis is een tweevleugelige uit de familie steltmuggen (Limoniidae). De soort komt voor in het Oriëntaals gebied.